# 24 minut
24 minut (v anglickém originále 24 minutes) je 21. díl 18. řady (celkem 399.) amerického animovaného seriálu Simpsonovi. Scénář napsali Ian Maxtone-Graham a Billy Kimball a díl režíroval Raymond S. Persi. V USA měl premiéru dne 20. května 2007 na stanici Fox Broadcasting Company a v Česku byl poprvé vysílán 11. ledna 2009 na stanici ČT2.

## Děj
Ředitel Skinner představuje novou školní protizáškoláckou jednotku. Líza je vedoucí sledování. Zjistí, že v 6. třídě chybí 3 žáci. Jsou to Jimbo, Dolph a Kearney. Ve Springfieldské jaderné elektrárně je Homer poslán domů, protože antiradiační jednotka našla v lednici jeho několik měsíců starý jogurt a on ho musí odnést pryč. Mezitím si ve školní jídelně dělá Bart legraci z ředitele. Ten ho ale přistihne a Bart při útěku upadne a skončí po škole. Doma Marge pere prádlo a při vyprazdňování kapes Bartových kraťasů najde pozvánku na jarmark moučníků, který začíná za 27 minut.
Homer jde vrátit do Apuova obchodu zkažený jogurt. Homer ho vyndá z kufříku, a když Apu rozdělá sáček, ve kterém je umístěn, popíše zápach, jako kdyby měla „chcíplá ryba dítě s bezdomovcem, to dítě se pozvracelo a nějaký pes ty zvratky snědl, smrděl by zadek toho psa úplně stejně“ a řekne Homerovi, že mu dá kterýkoliv jogurt v obchodě, pokud si ten svůj při odchodu odnese. Do Apuova obchodu přijdou Jimbo, Dolph a Kearney. Milhouse je sleduje osobně a Líza přes kameru v obchodě ze záškoláckého centra. Oni ale seberou jen Homerův jogurt a odejdou. Líze to přijde podezřelé, mohli ukrást cokoliv jiného, protože Apu byl zrovna s Homerem, ale oni vzali zrovna ten jogurt. Milhouse je dále sleduje, ale Homer ho prozradí. Jimbo, Dolph a Kearney je oba hodí do kontejneru, zamknou ho a pošlou z kopce do města. Ředitel Skinner se rozhodne poslat Barta zjistit, na co se chystají. Bart chce ale výměnou za pomoc omluvu na všechny své minulé i budoucí lumpárny. Ředitel nesouhlasí, pak mu ale dojde, že se koná jarmark moučníků, a na dohodu přistoupí. Mezitím Marge zjistí, že nemá rozinky do svého koláče, a vydává se do obchodu. Tam se o poslední krabici popere s Helenou Lovejoyovou, pro kterou poté musí přijet sanitka.
Jimbo, Dolph a Kearney u Jimba doma sestrojí zápachovou bombu. Bart to nahlásí Líze. Vyjde najevo, že Martin je práskač, když varuje Jimba a spol., že je odhalili. Bart volá Líze, ale místo toho se dovolá Jacku Bauerovi (hlavní postava seriálu 24 hodin) a zalže mu, že se jmenuje Ahmed Nakadí. Jackovi ale dojde, že mu naletěl. Marge doma zbývá už jen 13 minut a navíc svůj koláč spálí, tak ho celý zaplácá růžovou polevou. Homer s Milhousem narazí do Vočkovy hospody, čímž se rozbije prkno, kvůli kterému nemohli otevřít víko kontejneru. Vočko zrovna čte knihu Sám sobě zubařem a pak se dá do díla, takže Homer raději rychle zmizí. S Milhousem odjedou v kontejneru do školy na jarmark moučníků.
Ředitel Skinner řeší problém, co provést s jarmarkem. Líza dá za úkol Martinovi, aby projel síť kamer ve škole, zda někde nenajde bombu. Homer a Milhouse zaparkují svůj kontejner před školou. Marge dort na jarmarku spadne na zem a je celý špinavý. Jimbo, Dolph a Kearney spustí při souboji se školníkem Williem požární poplach a Líza pošle Martina, aby to šel prověřit. Martin se prochází po chodbě a notuje si přitom. Nelson si ho vůbec nevšímá a to přijde Bartovi divné. Dostane z něj informaci, že Martin je práskač. Když to chce oznámit Líze, Martin ho sejme lesním rohem a odvleče ho za Jimbem a jeho partou. Oni ho svážou se školníkem k židli a aktivují odpočet bomby. Bart vyfotí bombu a pošle fotku Líze, už zbývá jen 100 sekund. Dostane nápad, že otevřením HDW (hlavní uzávěr recirkulačního systému vody na hotdogy) mohou zkratovat ventilátor. Skinner vodu vypustí. Když už je skoro celá místnost plná vody, Bart se potopí a plave k malému oknu u podlahy místnosti. Okno vede do tělocvičny, kde se koná jarmark. Barta si všimne Mel. Šerif chce okno prostřelit pistolí, ale je neprůstřelné, tak ho Marge rozbije svým koláčem. Líza rychle běží do tělocvičny a deaktivuje bombu. Tělocvična je sice zničena, ale všichni jsou zachráněni.
V tom vtrhne do místnosti Jack Bauer i všechny jeho jednotky, pochválí Lízu a začne mířit pistolí na Barta. Když řekne, že doufá, že toho nebude litovat, vybuchne v Shelbyvillu atomová bomba.

## Produkce
Původní nápad počítal s tím, že se v epizodě objeví Edgar Stiles ze seriálu 24 hodin a bude zabit, ale od tohoto konceptu bylo upuštěno.

## Kulturní odkazy
Název dílu je odkazem na seriál 24 hodin společnosti Fox. Epizoda obsahuje mnoho charakteristických znaků tohoto seriálu, například několik rozdělených obrazovek, časovač před a po reklamní přestávce a prodloužené úvodní titulky běžící nad úvodními scénami vyprávění. Jako hosté se objevují postavy seriálu 24 hodin Jack Bauer a Chloe O'Brianová, které namluvili jejich původní představitelé.

## Přijetí
Robert Canning na IGN označil díl za nejlepší epizodu řady a dal mu hodnocení 9,6 z 10 s tím, že „tato chytrá, vtipná, trefná parodie na 24 hodin byla tak dobrá, že se velmi přiblížila vykoupení celé řady“. Také uvedl, že „ačkoli většina 18. řady byla docela průměrná, 24 minut se řadí mezi nejlepší díly všech dob“.
V roce 2007 Simon Crerar z The Times zařadil Sutherlandův výkon mezi třiatřicet nejvtipnějších cameí v historii seriálu.
V roce 2012 Johnny Dee z deníku The Guardian zařadil díl mezi svých pět nejoblíbenějších epizod v historii Simpsonových. Napsal: „Jedním z důvodů, proč Simpsonovi zůstali tak koukatelní, je, že jejich parodie jsou stále ostřejší – Skrytá identita ve Skryté identitě, Šifra mistra Leonarda v Gone Maggie Gone. Žádná z nich však nepřekoná tento vynikající riff, který začíná prohlášením Kiefera Sutherlanda (…) a úplně se zbaví svého běžného formátu, aby mohl celou epizodu plnou napětí, mučení a pečení dortů prožít na rozdělené obrazovce.“.
Server Screen Rant díl označil za nejlepší epizodu 18. řady.